# Miklós Riesz
Miklós Riesz (* 7. November 1919 in Budapest; † 28. Januar 1984 ebenda) war ein ungarischer Wirtschaftswissenschaftler. Er leitete seit 1975 das Institut für Finanzwesen der Karl-Marx-Universität für Wirtschaftswissenschaften.

## Leben und Werk
Riesz wurde 1942 in Rechtswissenschaften und 1944 in Politikwissenschaft an der Akademie der Wissenschaften promoviert. Von 1938 bis 1948 war er für die Pester Ungarische Handelsbank (ungarisch Pesti Magyar Kereskedelmi Bank) tätig, anschließend für die Nationalbank und von 1951 bis 1952 für das Finanzministerium.
Von 1952 bis zu seinem Tod lehrte Riesz an der Budapester Karl-Marx-Universität, seit 1964 am Institut für Finanzwesen. Er wurde 1972 zum Professor berufen und übernahm 1975 die Leitung des Instituts. Gegenstand seiner Forschung waren vor allem Fragen des sozialistischen Bankwesens, des Geldumlaufs und des Kreditwesens.

## Schriften (Auswahl)
- A szocialista gazdaság hitelpénzforgalmának egyes kérdései. Budapest 1965.
- Pénzforgalom és hitel. Budapest 1970.
- A tőkésvállalatok üzletpolitikájának pénzügyi megalapozása. Budapest 1973.
- Japán iparpolitikája. Budapest 1974.